# Потін (сплав)
Потін — сплав неблагородних металів, який використовується для виготовлення монет. 
Зазвичай це суміш міді, олова та свинцю (у різних пропорціях) і не містить значного вмісту благородних металів. 
Потін зазвичай використовувався за для кельтського карбування монет. 

## У кельтському карбуванні монет

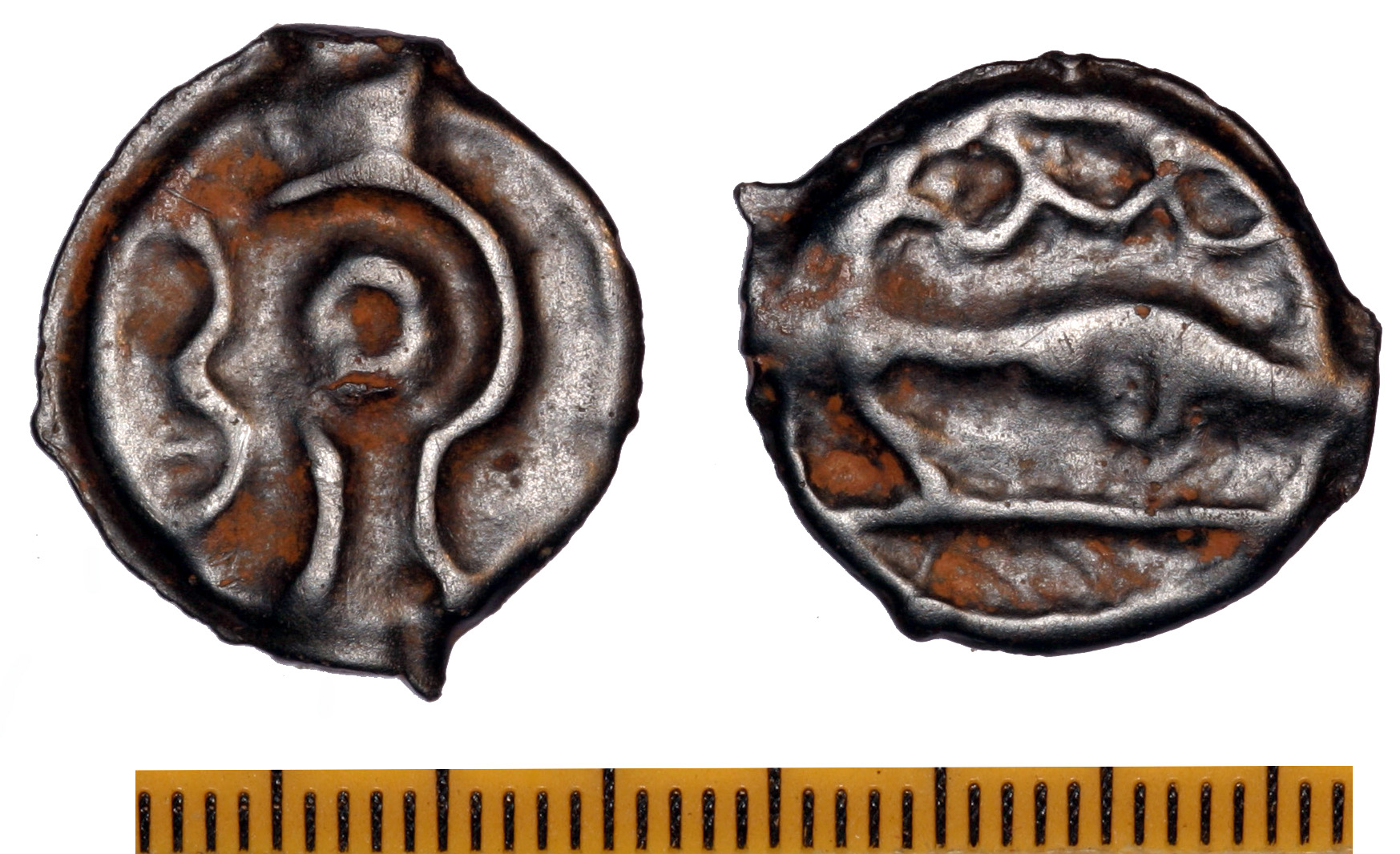
Потін (тип «Террок»), бл.  100 рік до н. е.

У 1890 році в доісторичному пальовому поселенні Альпенквай в Цюриху (Vicus Turicum) у Швейцарії були знайдені шматки потіна, найбільший з яких важить 59,2 кг. 
Шматки складаються з великої кількості оплавлених кельтських монет, які змішані із залишками деревного вугілля. Деякі з приблизно 18 000 монет походять зі Східної Галлії, а інші належать до Цюрихського типу, які були віднесені до місцевих гельветів, які датуються приблизно 100 роком до н. е. 
Знахідка поки що унікальна, а наукові дослідження припускають, так як розплавлення грудки не було завершено, тому метою було сформувати культові жертви. 
На той час місце знахідки знаходилося щонайменше за 50 м від берега озера і, ймовірно, на глибині від 1 — 3 м. 

Кентішська лита бронза (історично відома як потіни Террока) ймовірно, були першими монетами, виробленими у Британії з кінця II століття до н. е. 

та ймовірно поширювалися головним чином у Кенті та базувалися на монетах, випущених Массалією. 